# Relațiile dintre Germania și România

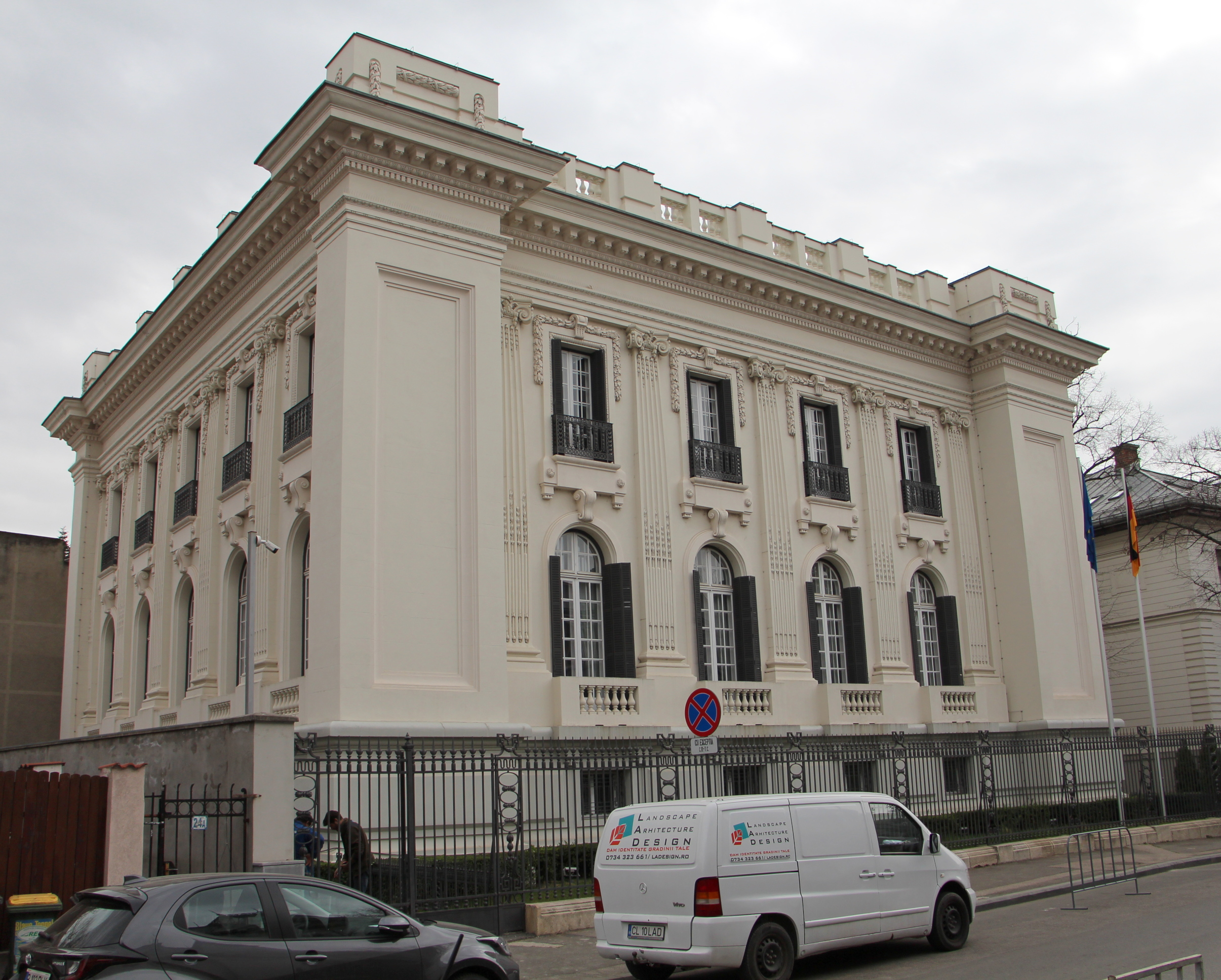
Reședința Ambasadorului Republicii Federale Germania la București

Relațiile dintre Germania și România au început în 1880, când, în urma Congresului de la Berlin, Imperiul German a recunoscut independența Principatului Român. România are relații diplomatice cu Republica Federală Germană din 31 ianuarie 1967.

## Istoric
România s-a alăturat puterilor Axei în noiembrie 1940, dar în urma loviturii de stat a Regelui Mihai din august 1944 au schimbat părțile și au luptat cot la cot cu sovieticii până când a ajuns Armata Roșie la Berlin. În octombrie 1949, România și Republica Democrată Germană (Germania de Est) au stabilit relații diplomatice. Din 1953 RDG a avut un ambasador la București.
Între 1967 și 1989, Republica Federală Germană (Germania de Vest) a investit un miliard de mărci germane pentru a răscumpăra nemții din România, permițând unui număr total de 226.654 de germani să părăsească România comunistă (Acțiunea Recuperarea). Din 1967, Republica Federală Germană are o ambasadă la București, în timp ce România are o ambasadă la Berlin. Există o școală internațională germană în București, Școala Germană București. România are Institutul Cultural Român „Titu Maiorescu“ la Berlin. România are trei consulate generale în Bonn, München și Stuttgart și trei consulate onorifice la Leipzig, Hamburg și Neustadt an der Weinstraße. Germania are și două consulate generale la Timișoara și Sibiu. În 1992 cele două state au semnat „Tratatul între România și Republica Federală Germania privind cooperarea prietenească și parteneriatul în Europa”.

## Vezi și
- Lista ambasadorilor Germaniei în România
- Românii din Germania
- Misiunea Militară Germană în România

## Legături externe
- Materiale media legate de Relațiile germano-române la Wikimedia Commons
- Relații bilaterale pe Ministerul Afacerilor Externe din România